# Giorgio Cardetti
Giorgio Cardetti (Povegliano Veronese, 25 giugno 1943 – Torino, 20 luglio 2008) è stato un giornalista e politico italiano.
Iscritto al Partito Socialista Italiano fin da giovanissimo, fu dirigente nazionale dei Giovani Socialisti. Giornalista della RAI dal 1969, nel 1979 fu il primo speaker del TG3 Piemonte, seguendo per la radio e la televisione i più importanti avvenimenti di Torino e del Piemonte.
Entrò nel consiglio comunale di Torino nel 1974 e nel 1975 come assessore nella prima giunta Novelli, divenendone sindaco dal 1985 al 1987, carica da cui si dimise per divenire membro della Camera dei deputati nel gruppo socialista durante la decima legislatura, iscritto anche al Partito Radicale. Successivamente passò ai Socialisti Democratici Italiani, dei quali fu segretario provinciale di Torino.
Alle elezioni politiche del 2006 fu candidato alla Camera nelle liste della Rosa nel Pugno.
Continuò la sua attività politica soprattutto durante la fase congressuale del I congresso nazionale del Partito Socialista, sostenendo la mozione 2 "Prima la politica" per Pia Locatelli segretaria del PS.
Deceduto il 20 luglio 2008 a causa di un tumore, la sua salma è stata inumata nel Cimitero monumentale di Torino.